# Mała Tymosziwka
Mała Tymosziwka (ukr. Мала Тимошівка) – wieś na Ukrainie, w obwodzie kirowohradzkim, w rejonie nowoukraińskim, w hromadzie Riwne. W 2001 liczyła 460 mieszkańców.